# المنضاح (مذيخرة)

تعديل مصدري - تعديل

المنضاح محلة تابعة لقرية راوات، التابعة لعزلة المغاربة بمديرية مذيخرة إحدى مديريات محافظة إب في الجمهورية اليمنية، بلغ تعداد سكانها 112 حسب تعداد اليمن لعام 2004.